# Cicindela repanda
Cicindela repanda är en skalbaggsart som beskrevs av Pierre François Marie Auguste Dejean 1825. Cicindela repanda ingår i släktet Cicindela och familjen jordlöpare.

## Underarter
Arten delas in i följande underarter:
- C. r. novascotiae
- C. r. repanda
- C. r. tanneri